# Balduí II de Boulogne
Balduí II de Boulogne, mort el 1033, va ser comte de Boulogne de 990 a 1033. Era fill del comte Arnold III de Boulogne i el va succeir en aquest comtat, mentre un germà rebia el sud del Ternois (Saint Pol) i un altre rebia terres al nord del Ternois, la castellania de Thérouanne, si bé aquesta part del comtat estava integrada al comtat de Flandes i dividit en les castellanies de Thérouanne i Saint-Omer.
Va aprofitar la minoria de Balduí IV de Flandes per emancipar-se de la seva sobirania feudal, però aquest buscarà llavors recuperar el terreny perdut. Balduí IV va atacar a Balduí de Boulogne i al seu germà Arnold (IV) de Ternois que hauria mort a l'entorn del 1020. La lluita va continuar entre els dos Balduins i el de Boulogne va morir el 1033 en un enfrontament contra Enguerrand I, senyor de Ponthieu, en un afrontament.
S'havia casat amb Adelaida de Frísia († 1045), filla d'Arnold, comte de Frísia Occidental i de Luitgarda de Luxemburg. Ven tenir:
- Eustaqui I (vers 995 † 1049), comte de Boulogne

La vídua es va casar en segones noces amb Enguerrand I de Ponthieu, senyor de Ponthieu, que va prendre llavors el títol de comte.

## Font
- Alain Lottin, Histoire de Boulogne-sur-Mer